# Marco Simone Golf and Country Club
Marco Simone Golf and Country Club (også kendt som Golf Marco Simone ) er en golfbane i Guidonia, Rom, Italien. Banen ligger 16 km fra Roms centrum og har 2 golfbaner; en 18-hullers mesterskabsbane og en 9-hullers bane. Maco Simone Golf and Country Club var vært for Ryder Cup 2023.

## Historie
Golfklubben blev opkaldt efter Marco Simones slot.  Slottet var en romersk befæstet herregårdsgård. Tårnet blev bygget omkring år 1000 og senere i middelalderen blev yderligere bygninger opført omkring det tårnet. 
I 1970'erne boede Laura Biagiotti, den italienske modedesigner, og hendes mand Gianni Cigna begge i det renoverede slot. Golfbanen blev designet af arkitekterne Jim Fazio og David Mezzacane, og stod færdigbygget i1989.  Golfbanen har været vært for Italian Open golfmesterskabet fire gange, senest i 2023, hvor Adrian Meronk vandt med en samlet score på 271.

### Ryder Cup 2023
Ryder Cup Europe modtog kun fire bud på Ryder Cup 2022, da budgivningen lukkede den 30. april 2015.  Den 14. december 2015 annoncerede Rom, at det skulle være vært for Ryder Cup 2022, og slog bud bud fra Tyskland, Østrig og Spanien. Den 8. juli 2020 annoncerede PGA Tour, at Ryder Cup 2020 blev udskudt med et år grundet COVID-19-pandemien således at Ryder Cup 2022 blev flyttet til 2023.  Europa vandt Ryder Cup 2023 med 161 ⁄ 2 - 11 1 ⁄ 2, og genvandt derved trofæet fra USA. 

## Eksterne links
- Officiel hjemmeside

- Den officielle hjemmeside for Rom Ryder Cup-buddet 2022
- Wikimedia Commons har flere filer relateret til Marco Simone Golf and Country Club